# Mark Slavin
Mark Slavin (Minsk, 31 gennaio 1954 – Monaco di Baviera, 5 settembre 1972) è stato un lottatore israeliano.

## Biografia
Specializzato in lotta greco-romana esordì nel 1971 vincendo, all'età di diciassette anni, il campionato sovietico di categoria juniores, gareggiando per i pesi medi. Nel maggio 1972, dopo aver vinto il campionato sovietico di massima categoria, emigrò in Israele entrando nell'istituto Wingate. In quello stesso periodo fu inoltre selezionato per far parte della rappresentativa israeliana per i Giochi Olimpici di Monaco di Baviera 1972.

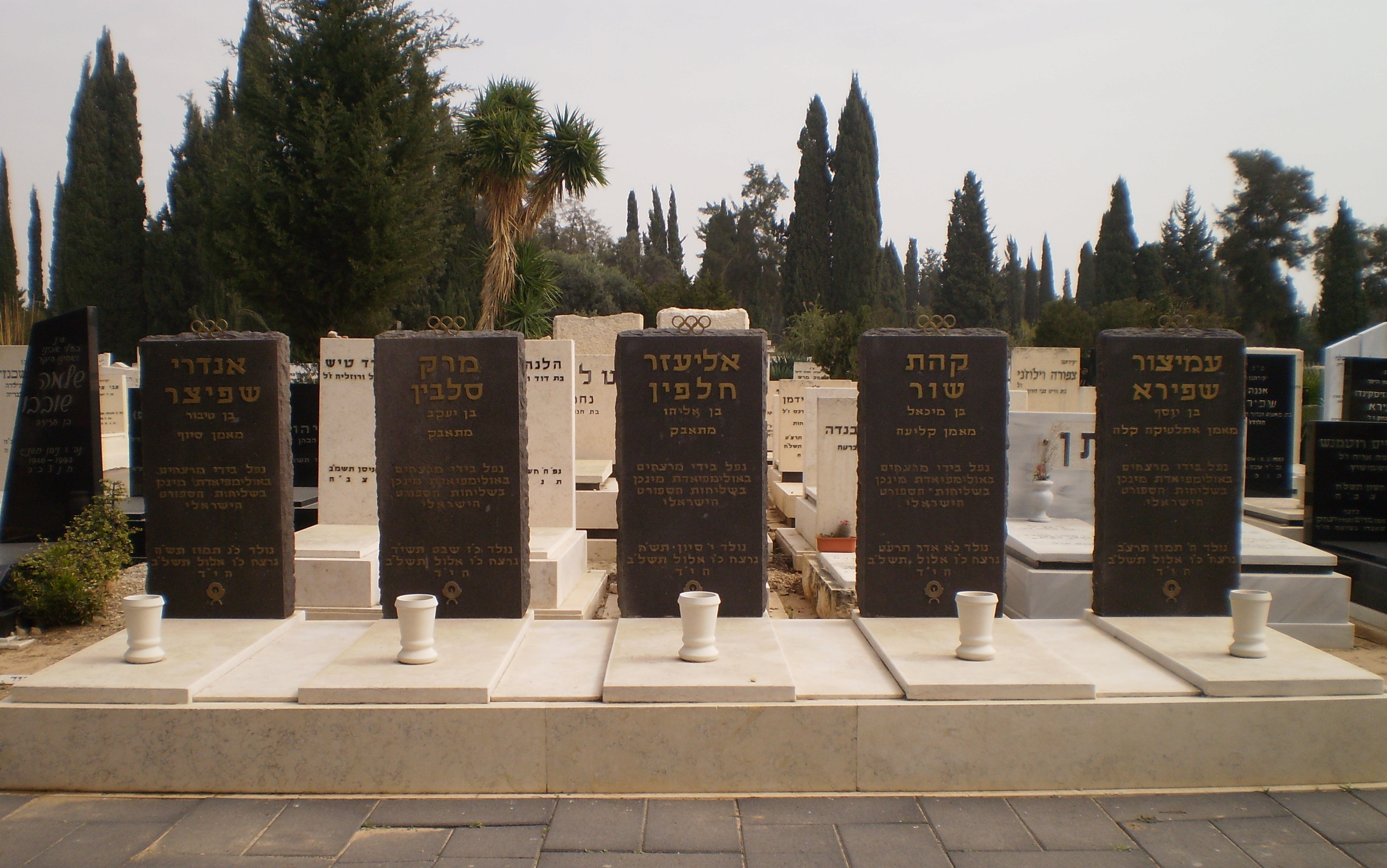
Le cinque vittime del massacro di Monaco

### La morte
Il 5 settembre 1972, nel giorno in cui avrebbe dovuto esordire nella manifestazione, fu preso come ostaggio insieme ad altri suoi compagni da un gruppo di terroristi dell'organizzazione palestinese Settembre Nero. Morì dopo alcune ore, ucciso da uno dei terroristi durante un tentativo, da parte della polizia, di salvare gli ostaggi.